# Gumman, Småland
Gumman är en sjö i Västerviks kommun i Småland och ingår i Storåns huvudavrinningsområde.